# Кірсанов Микола Володимирович
Микола Кірсанов (24 квітня, 1980 Україна) - гравець національної збірної України з регбі, грає на позиції стовпа в першому ряду сутички. 